# مالك علولة
مالك عالولا ولد ولد في 13 نوفمبر 1937 في وهران، وتوفي في 17 فبراير 2015 في برلين، شاعر جزائري وكاتب ومحرر وناقد أدبي، اشتهر بشكل ملحوظ بشعره ومقالاته في الفلسفة، كتب عدة كتب نشر أغلبها باللغة الفرنسية أشهرها الحريم الاستعماري (مستعمرة الحريم) والذي تلقاه القراء بشغف، قام المؤلف في كتابه هذا بتحليل محتوى البطاقات البريدية التي تحمل صوراً عن النساء الجزائريات في الحقبة الاستعمارية الفرنسية للجزائر بين نهاية القرن التاسع عشر وبدايات القرن العشرين، وجادل بأن تلك الصور لا تعبر بشكل صحيح عن المرأة الجزائرية وإنما هي خيالات فنانين فرنسيين وصور ملتقطة باستديوهات عن المرأة الشرقية وطريقة حياتها.

## حياته
ولد مالك عالولا في وهران بالجزائر عام 1937، تخرج من مدرسة المعلمين العليا، وأكمل دراسته العليا في الأدب في جامعة الجزائر وجامعة السوربون بباريس حيث كتب أطروحة الدكتوراة عن الكاتب والفيلسوف الفرنسي دينيس ديدرو.
تزوج من آسيا جابر وهي شاعرة جزائرية وصانعة أفلام عام 1980 حيث عاشا في باريس بفرنسا،  يعمل حالياً مديراً لمؤسسة عبد القادر عالولا التي أنشئت تكريماً لأخيه وهو كاتب مسرحي شهير والذي تم اغتياله على يد عناصر من جماعة إرهابية مسلحة.

## سيرته وأهم أعماله
بدأ العمل كمحرر في باريس عام 1967 واستمر بكتابة الشعر والمقالات عن الشعر والفلسفة باللغة الفرنسية. أما كناقد أدبي فقد وقف بوجه الاستيلاء على الشعر لخدمة الثورة الجزائرية، حتى تحرر واستقلال الجزائر عن فرنسا عام 1962.
أغلب مقالاته ونثرياته ذات اللمسة الشعرية تتحدث عن الثقافة الجزائرية، عادات الطعام، وذكريات طفولته التي يذكر فيها والده وأساتذته وأصدقاء حلقته. وعلى رأس إسهاماته الأدبية العديدة كان أكثرها تأثيراً وتميزاً كان كتاب (الحريم الاستعماري) أو مستعمرة الحريم، يضم الكتاب مجموعة من البطاقات البريدية التي تعرض صوراً غريبة عن نساء جزائريات تم التقاطها من قبل مصورين من المستعمرين الفرنسيين في الحقبة الاستعمارية، وقد تم إرسال هذه الصور إلى فرنسا كبطاقات بريدية لتصور قوة العلاقة والرابطة التي تجمع بين المستعمر وأبناء المستعمرات.
الكتاب يتضمن تعليقات مالك عالولا ونقده لمحتوى الصور، خاصة الصور التي تصور مشاهد فاضحة «لشبق النساء الجزائريات» خلال حقبة الحكم الاستعماري الفرنسي للجزائر بين عامي 1830 و1962م وخاصة بين عامي 1900-1930 حين قام رجال أعمال فرنسيين بإنتاج هذه البطاقات البريدية عن النساء الجزائريات ونشرها في فرنسا، فطبقاً لما ذكره عالولا أن هذه الصور هي من إنتاج المستعمر الفرنسي في استديوهات خاصة وهي تصور عالماً نسوياً غير موجود، وإنما تعكس «رغبة في امتلاك الأرض الجزائرية، فبرك المستعمر الفرنسي صوراً لنسائها، مستخدماً الجنس كبديل للتوسع باغتصاب وتشويه الثقافة».
الكتاب يوضح (الادعاءات) التي سعى هؤلاء المصورون المغرضون نشرها كدليل عن الخلفية الغريبة المتأخرة والعادات الغريبة الجزائرية، وطبقاً لما ذكره عالولا في كتابه فإن النساء اللائي يظهرن في الصور هن لسن من نساء الحريم وإنما هن أيتام وعاهرات تم استخدامهم كموديل ليتم التقاط الصور لهم في تلك الوضعيات.
ويستنكر عالولا محاولات تلصص الفرنسيين على النساء الجزائريات، كما يستنكر التخيلات الغربية عن المرأة الشرقية وعدم إمكانية الوصول إليها في عالم الحريم المحرم.

## أهم أعماله
- Algérie indépendance. استقلال الجزائر
- Les festins de l'exil. العيد في المنفى
- Alger 1951: un pays dans l'attente. الجزائرفي عام 1951 بلد الترقب
- Une enfance algérienne. الطفولة الجزائرية
- Rêveurs/sépultures ; suivi de L'exercice des sens: poèmes. قصائد: الحالمون - مراسم الدفن، مراقبة ترويض الأحاسيس
- Belles Algériennes de Geiser. جميلات الجزائر
- Villes et autres lieux: poèmes. قصائد: المدن والأماكن الأخرى
- L'accès au corps: poème. قصيدة: الوصول إلى الجسد
- Villes. المدن
- Le cri de tarzan, la nuit dans un village oranais: nouvelles. قصص قصيرة: صراخ طرزان، الليل في القرية الخالدة
- Alger: photographiée au XIXe siècle. الجزائر: صور في القرن 19
- Approchant du seuil ils dirent. يقولون؛ على العتبة
- Mesures du vent: poème قصيدة: قبض الريح
- Le harem colonial: images d'un sous-érotisme. الحريم الاستعماري: صور تدل على الانحطاط الجنسي
- Causses et vallées. هضاب ووديان
- Haremsphantasien.: Aus dem Postkartenalbum der Kolonialzeit. أوهام الحريم: من ألبوم بطاقات البريد في الحقبة الاستعمارية
- Villes et autres Leux: Poèmes. قصائد: المدن والأماكن الأخرى
- Paysages d'un retour. مناظر طبيعية عن العودة
- L'Exercice des sens. تمرين الأحاسيس
- L'autre regard. نظرة أخرى
- Rêveurs-sépultures: suivi de Mesures du vent : poèmes قصائد: الحالمون - مراسم الدفن: قبض الريح

## وصلات خارجية
- الشاعر والناقد الجزائري مالك عالولا 1937-
- آسيا جابر- الجزائر
- الحريم الاستعماري لمالك عالولا نسخة محفوظة 23 فبراير 2013 at Archive.is
- كتاب الحريم الاستعماري لمالك عالولا